# Treningstjärnarna (Frostvikens socken, Jämtland, 716390-145330)
Treningstjärnarna är en sjö i Strömsunds kommun i Jämtland och ingår i Ångermanälvens huvudavrinningsområde. Treningstjärnarna ligger i Frostvikenfjällen Natura 2000-område. Sjöns area är 0,1226 kvadratkilometer och den befinner sig 542,5 meter över havet.

## Delavrinningsområde
Treningstjärnarna ingår i det delavrinningsområde (716433-145276) som SMHI kallar för Utloppet av 716431-145325. Medelhöjden är 546 meter över havet och ytan är 0,41 kvadratkilometer. Räknas de 7 avrinningsområdena uppströms in blir den ackumulerade arean 16,62 kvadratkilometer. Vattendraget som avvattnar avrinningsområdet har biflödesordning 5, vilket innebär att vattnet flödar genom totalt 5 vattendrag innan det når havet efter 286 kilometer. Avrinningsområdet består mestadels av skog (70 procent). Avrinningsområdet har 0,12 kvadratkilometer vattenytor vilket ger det en sjöprocent på 29,6 procent.